# San Mateo (Rizal)
San Mateo – miasto na Filipinach w regionie CALABARZON, na wyspie Luzon.
W 2010 roku liczyło 205 255 mieszkańców.

## Współpraca
- Antipolo, Filipiny
- Marikina, Filipiny
- Quezon City, Filipiny
- Rodriguez, Filipiny
- Zamboanga, Filipiny